# Bruce Boxleitner
Bruce William Boxleitner (n. 12 mai 1950, Elgin⁠(d), Illinois, SUA) este un actor american și scriitor de științifco-fantastic și suspans. Este cunoscut pentru rolurile sale de lider în serialele de televiziune How the West Was Won, Bring 'Em Back Alive, Scarecrow and Mrs. King (cu Kate Jackson) și Babylon 5 (ca John Sheridan în sezoanele 2-5, 1994–98). 
De asemenea, este cunoscut pentru rolul său dublu ca Alan Bradley și Tron în filmul Tron din 1982 produs de Walt Disney Pictures, rol pe care l-a reluat în jocul video din 2003 Tron 2.0, în jocul video din 2006  Kingdom Hearts II, continuarea filmului din 2010, Tron: Legacy și  în serialul de animație Tron: Uprising. El a co-jucat în cele mai multe dintre filmele Gambler alături de Kenny Rogers, în care personajul său are o tentă comică. 

## Romane
Boxleitner a scris două romane științifico-fantastice cu atmosferă western, Frontier Earth (1999) și Searcher (2001).

## Filmografie

### Film
| An   | Titlu                       | Rol                           | Note        |
| ---- | --------------------------- | ----------------------------- | ----------- |
| 1975 | Sixpack Annie               | Bobby Joe                     |             |
| 1980 | The Baltimore Bullet        | Billie Joe Robbins            |             |
| 1981 | Fly Away Home               | N/A                           | nemenționat |
| 1982 | Tron                        | Alan Bradley / Tron           |             |
| 1982 | Bare Essence                | Chase Marshall                |             |
| 1987 | Angel in Green              | Captain William Wicker        |             |
| 1988 | Red River                   | Matthew Garth                 |             |
| 1990 | Breakaway                   | Joey                          |             |
| 1991 | Murderous Vision            | Detectiv Kyle Robeshaw        |             |
| 1991 | Diplomatic Immunity         | Cole Hickel                   |             |
| 1992 | Kuffs                       | Brad Kuffs                    |             |
| 1992 | The Babe                    | Jumpin' Joe Dugan             |             |
| 1992 | The Secret                  | Patrick Dunmore               |             |
| 1992 | Perfect Family              | Allan Bodine                  |             |
| 1992 | Double Jeopardy             | Jack Hart                     |             |
| 1998 | Babylon 5: In the Beginning | Capt. John J. Sheridan        |             |
| 1998 | Babylon 5: Thirdspace       | Capt. John J. Sheridan        |             |
| 1999 | Babylon 5: A Call to Arms   | Președintele John J. Sheridan |             |
| 1999 | Free Fall                   | Mark Ettinger                 |             |
| 2000 | The Perfect Nanny           | Dr. Robert Lewis              |             |
| 2002 | Contagion                   | President Howard              |             |
| 2003 | Gods and Generals           | James Longstreet              |             |
| 2004 | Brilliant                   | Dr. Dietrich                  |             |
| 2004 | Snakehead Terror            | Sheriff Patrick James         |             |
| 2007 | Babylon 5: The Lost Tales   | President John J. Sheridan    |             |
| 2008 | Transmorphers: Fall of Man  | Hadley Ryan                   |             |
| 2010 | Tron: Legacy                | Alan Bradley / Tron / Rinzler |             |
| 2011 | 51                          | Col. Martin                   |             |
| 2011 | Tron: The Next Day          | Alan Bradley                  | Scurtmetraj |

### Filme de televiziune
| Year | Title                                                       | Role                | Notes |
| ---- | ----------------------------------------------------------- | ------------------- | ----- |
| 1974 | The Chadwick Family                                         | Danny               |       |
| 1975 | A Cry for Help                                              | Richie Danko        |       |
| 1976 | The Macahans                                                | Luke Macahan        |       |
| 1976 | Kiss Me, Kill Me                                            | Douglas Lane        |       |
| 1977 | Murder at the World Series                                  | Cisco               |       |
| 1978 | Happily Ever After                                          | Jack                |       |
| 1979 | The Last Convertible                                        | George Virdon       |       |
| 1980 | Kenny Rogers as The Gambler                                 | Billy Montana       |       |
| 1983 | Kenny Rogers as the Gambler: The Adventure Continues        | Billy Montana       |       |
| 1983 | I Married Wyatt Earp                                        | Wyatt Earp          |       |
| 1986 | Down the Long Hills                                         | Louis L'amour       |       |
| 1987 | Kenny Rogers as the Gambler, Part III: The Legend Continues | Billy Montana       |       |
| 1987 | Passion Flower                                              | Larry Janson        |       |
| 1989 | Road Raiders                                                | Charlie Rhodes      |       |
| 1994 | The Maharaja's Daughter                                     | Patrick O'Riley     |       |
| 1994 | Gunsmoke: One Man's Justice                                 | Davis Healy         |       |
| 1994 | Gambler V: Playing for Keeps                                | Billy Montana       |       |
| 2002 | Perilous                                                    | Judd                |       |
| 2002 | Hope Ranch                                                  | J.T. Hope           |       |
| 2003 | Killer Flood: The Day the Dam Broke                         | Jordan Walker       |       |
| 2006 | Mystery Woman: Wild West Mystery                            | Clint Lawson        |       |
| 2006 | Falling in Love with the Girl Next Door                     | Frank Lucas         |       |
| 2007 | Bone Eater                                                  | Sheriff Steve Evans |       |
| 2007 | Sharpshooter                                                | Sheriff Graham      |       |
| 2011 | Love's Everlasting Courage                                  | Lloyd Davis         |       |
| 2013 | Silver Bells                                                | Bruce Dalton        |       |
| 2015 | So You Said Yes                                             | Nick                |       |
| 2016 | Wedding Bells                                               | Charlie             |       |
| 2016 | Double Mommy                                                | Scott               |       |

### Seriale de televiziune
| An      | Titlu                              | Rol                            | Note                                                                |
| ------- | ---------------------------------- | ------------------------------ | ------------------------------------------------------------------- |
| 1973    | The Mary Tyler Moore Show          | Rick                           | Episodul: "I Gave At the Office"                                    |
| 1974    | Hawaii Five-O                      | Cam Farraday                   | Episodul: "We Hang Our Own"                                         |
| 1975    | Gunsmoke                           | Toby Hogue                     | Episodul: "The Sharecroppers"                                       |
| 1975    | Hawaii Five-O                      | Kevin Caulder                  | Episodul: "And the Horse Jumped Over the Moon"                      |
| 1975    | Police Woman                       | Ed Krohl                       | Episodul: "Paradise Mall"                                           |
| 1976    | Baretta                            | Tom                            | Episodul: "The Left Hand of the Devil"                              |
| 1976    | Hawaii Five-O                      | Paul Colburn                   | Episodul: "The Capsule Kidnapping"                                  |
| 1976–79 | How the West Was Won               | Luke Macahan                   | 25 episoade                                                         |
| 1980    | Wild Times                         | Vern Tyree                     | 2 episoade                                                          |
| 1981    | East of Eden                       | Charles Trask                  | Episodul: "Part One"                                                |
| 1982–83 | Bring 'Em Back Alive               | Frank Buck                     | 17 episoade                                                         |
| 1983–87 | Scarecrow and Mrs. King            | Lee Stetson                    | 89 episoade                                                         |
| 1989    | Judith Krantz's Till We Meet Again | Jock Hampton                   | 2 episoade                                                          |
| 1991    | Tales from the Crypt               | Winton Robbins                 | Episodul: "Top Billing"                                             |
| 1994–98 | Babylon 5                          | Captain John J. Sheridan       | 87 episoade Nominalizaree—Saturn Award for Best Actor on Television |
| 1998    | Touched by an Angel                | Scott Tanner                   | Episodul: "The Peacemaker"                                          |
| 2000    | The Outer Limits                   | Senator Wyndom Brody           | Episodul: "Decompression"                                           |
| 2003    | She Spies                          | The Chairman                   | 3 episoade                                                          |
| 2005    | Commander in Chief                 | Tucker Bayes                   | Episodul: "First Choice"                                            |
| 2005    | Young Blades                       | Captain Martin Duvall          | 13 episoade                                                         |
| 2006    | American Dad!                      | Rolul său                      | Episodul: "Tears of a Clooney"                                      |
| 2008–09 | Chuck                              | Dr. Woody Woodcomb             | 2 episoade                                                          |
| 2008–09 | Heroes                             | Robert Malden                  | 3 episoade                                                          |
| 2010–17 | NCIS                               | Vice Admiral C. Clifford Chase | 2 episoade                                                          |
| 2011    | CHAOS                              | Ray Bishop                     | Episodul: "Glory Days"                                              |
| 2012    | GCB                                | Burl Lourd                     | 4 episoade                                                          |
| 2012–13 | Tron: Uprising                     | Tron (voce)                    | 17 episoade                                                         |
| 2013–15 | Cedar Cove                         | Bob                            | 30 episoade                                                         |
| 2018    | Fly                                | Captain Nathaniel Price, Sr.   | 16 episoade                                                         |
| 2018    | Supergirl                          | Baker                          |                                                                     |
| 2019    | When Calls the Heart               | Gentleman Johnny               | Guest Appearance                                                    |

### Jocuri video
| An   | Titlu              | Rol de voce         | Note |
| ---- | ------------------ | ------------------- | ---- |
| 2003 | Tron 2.0           | Alan Bradley        |      |
| 2006 | Kingdom Hearts II  | Tron                |      |
| 2012 | Spec Ops: The Line | Colonel John Konrad |      |